# Thomond Rugby Football Club
 Thomond RFC  est un club de rugby irlandais basé dans la ville de Limerick, en Irlande qui évolue dans le championnat irlandais de Deuxième Division.
Le club est affilié à la fédération du Munster et ses joueurs peuvent être sélectionnés pour l’équipe représentative de la région, Munster Rugby.

## Palmarès
- Munster Junior Cup : 1971, 1980, 1981, 1985, 1989, 1990, 1991
  - Finaliste (2) : 1984, 1986,